# NVPH-catalogus

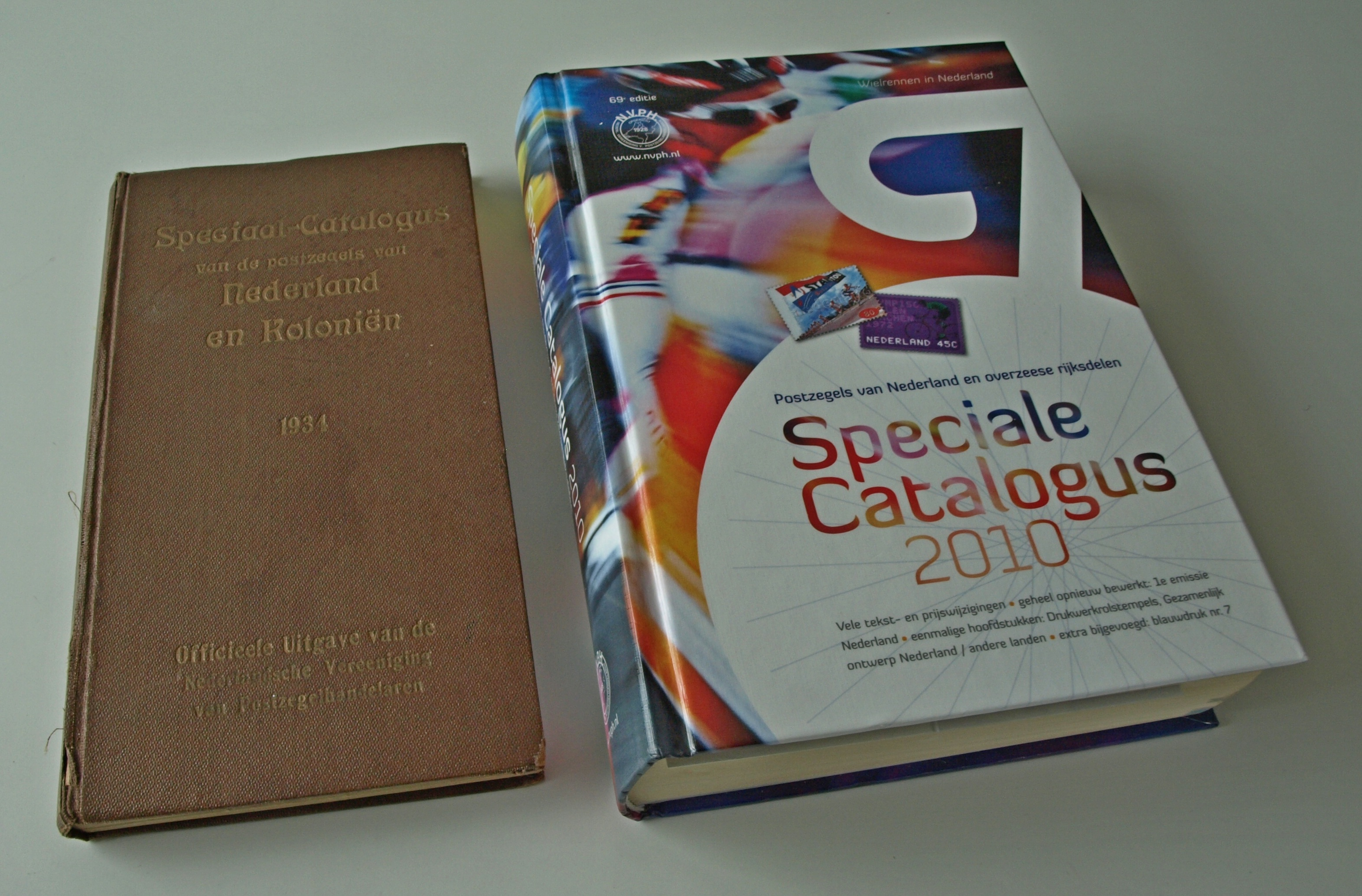
De eerste NVPH-catalogus (1934) en een recentere (2010)

De NVPH-catalogus of Speciale catalogus van de postzegels van Nederland en overzeese rijksdelen is een postzegelcatalogus uitgegeven door de Nederlandsche Vereeniging van Postzegelhandelaren. De eerste editie — Speciaal-catalogus van de postzegels van Nederland en koloniën 1934 — verscheen in augustus 1933. Daarna verschijnt er in principe jaarlijks een nieuwe editie (67e editie 2008). Sinds 1995 verschijnt de catalogus ook op cd-rom, deze wordt sinds 2003 uitgegeven in samenwerking met Collect-A-ROM. Vanaf zomer 2007 (editie 2008) verschijnt de catalogus op dvd-rom.
De nummering van de postzegels in deze catalogus is maatgevend voor de Nederland-verzamelaar.
De catalogus geeft alle postzegels van:
- Nederland,
- Nederlands-Indië, Nederlands-Nieuw-Guinea, Suriname (tot de onafhankelijkheid op 25 november 1975), de Nederlandse Antillen,
- Aruba, Curaçao en Sint Maarten.